# Emmet (Nebraska)
Emmet è un comune degli Stati Uniti d'America, situato nello Stato del Nebraska, nella contea di Holt.